# Jackie Collins
Jacqueline Jill "Jackie" Collins, född 4 oktober 1937 i London, död 19 september 2015 i Los Angeles, var en brittisk författare, skådespelare och filmproducent. Hon var syster till den brittiska skådespelerskan Joan Collins.
Jackie Collins skrev över 30 böcker som sålts i mer än 500 miljoner exemplar över hela världen och i flera fall filmatiserats. Bland hennes mest kända verk är Hollywoodfruar som blev en symbol för en genre som på 1980-talet ofta benämndes tantsnusk.

## Skådespelare
Under 1950- och början av 1960-talet var Collins liksom sin syster skådespelerska och medverkade i filmer som Vi sitter i sjön (1957), Operation kassaskåp (1958) och Uppdrag att mörda (1958) samt TV-serierna Danger Man och Helgonet.

## Författare
Jackie Collinss första bok Världen är full av gifta män publicerades 1968. Boken väckte skandal och förbjöds i Australien och Sydafrika, men blev också en bästsäljare. Hennes nästa bok Gigolon (The Stud) blev en bästsäljare. Den och dess uppföljare Förförerskan (The Bitch) filmatiserades i slutet av 1970-talet med Joan Collins i huvudrollen. Collins skrev även manus till filmversionerna av The Stud och The World Is Full of Married Men (1979) samt filmen Yesterday's Hero (1979).
Under 1980-talet flyttade hon till Los Angeles. Hennes bok Chansen (Chances, 1981) var den första i en serie. Hennes tid i Kalifornien gav henne också inspiration till Hollywoodfruar (1983), som även den fått flera uppföljare och gjordes till en framgångsrik miniserie, producerad av Aaron Spelling. Senare böcker är bland annat Lovers & Players och Drop Dead Beautiful.
Jackie Collins böcker gick inte att låna på svenska bibliotek eftersom Bibliotekstjänst ansåg att böckerna innehöll stereotypa människoskildringar med mekanisk pornografi och klichéer. En företrädare vid Stockholms stadsbibliotek sade 1989 att böckerna inte uppfyllde bibliotekets kvalitetskrav. När hon år 1989 bjöds in till Bok- och biblioteksmässan i Göteborg, hotade sex bokförlag med att bojkotta mässan.
Jackie Collins avled 19 september 2015, 77 år gammal, till följd av bröstcancer.